# Fonte da Telha
Vista geral da Praia da Fonte da Telha
Fonte da Telha é uma comunidade piscatória originária da zona sul da Charneca de Caparica e que se fixou ali em finais do séc. XIX. Fica localizada junto a uma praia de grande extensão do litoral português, que define a maior parte da costa Oeste da Península de Setúbal, praia essa que é partilhada entre os municípios de Almada e Sesimbra (respetivamente pelas freguesias de Costa de Caparica e Castelo (Sesimbra)). Situada numa enseada da Mata Nacional dos Medos (ou Pinhal do Rei), da zona da Fonte da Telha avistam-se dois cabos: a Sul o Cabo Espichel e a Norte o Cabo Raso.
Além da atividade piscatória a Fonte da Telha é um local de veraneio, e na Praia da Fonte da Telha existem nove secções de praia vigiadas. Na povoação, o comércio prioritariamente virado ao turismo e visitantes é abundante, como restaurantes, bares, escolas de atividade náutica, e um centro de mergulho.

Nas extremidades Norte e Sul da Praia da Fonte da Telha pratica-se o naturismo.

## História
A Fonte da Telha foi habitada, inicialmente, por mestres de arte xávega que foram eles: Mané Pataia e Zé do Florinda, desde meados do século XIX.
As primeiras noticias publicadas sobre os habitantes da Fonte da Telha remontam a 1889. Saiu no jornal Correio do Sul e fala sobre uma desordem entre os pescadores de mar — companhias de pesca — que pescavam com artes valencianas, e os pescadores mareantes habitantes da Fonte da Telha, Charneca de Caparica, Vila Nova de Caparica e Costa de Caparica. 
Os mestres das artes xávega trouxeram consigo camaradas e suas famílias, e, juntamente com as gentes da Charneca de Caparica, povoaram a zona da Fonte da Telha. 
No inicio do século XX já habitavam muitas famílias na Fonte da Telha: a família dos Santos (descendentes do Mané Pataia), a dos Silvas descendentes do Zé da Florinda, a do Zé Duque, as do Dionísio, mais os Zegas, os Figueiredos, os Luís, os Silvérios, os Faustinos, os Duques “Latróias”, os Rodrigues, e os Xavier “Grazinas”.

## Transportes
A Fonte da Telha é unicamente servida pela Carris Metropolitana, que opera as seguintes linhas para a praia:
- 3012: Fonte da Telha - Cacilhas (Terminal) (ant. 127)
- 3030: Fonte da Telha - Monte da Caparica (NOVA FCT) (ant. 129 e 130)
- 3521: Fonte da Telha - Cruz de Pau (ant. 116)
- 3522: Fonte da Telha - Paio Pires (ant. 172) - funciona apenas no verão
- 3523: Fonte da Telha - Paio Pires (Quinta da Flamância), via Seixal (Terminal Fluvial) (ant. 116)

A Fonte da Telha era também o terminal sul do minicomboio da Caparica, que deixou de operar em 2020 devido à Pandemia de COVID-19, e não retornou desde então.